# コイ・トゥオン
コイ・トゥオン（クメール語: កុយ ធួន / Koy Thuon, 1933年 - 1977年）は、カンボジアの政治家。カンプチア共産党中央委員、北部地域書記。1977年、粛清。
別名、クオン（クメール語: ឃួន）。

## 経歴
1949年に当時の最高学府であるリセ・シソワットに入学し、フランス留学の経験を持つ。卒業後は教員となったが、そこで同僚であったのが後の党幹部ソン・センであり、彼を身元保証人にしてクメール人民革命党（後の共産党）に入党した。
1960年の短期間、キュー・サムファンの週刊誌『ロプセルバトゥール』（観測者）で働き、後にコンポンチャムで教員の仕事に就く。同年9月、クメール人民革命党第2回党大会において、党名は「カンプチア労働党」に変更され、「ムーン」という人物が党中央委員に選出された。このムーンはコイ・トゥオンと見られ、党内序列第4位とされた。
さらに1963年2月の党大会においては、ムーン（コイ・トゥオン）は党中央委員に再選出され、序列6位とされた。
その後、地下に潜伏しジャングルにおいてゲリラ活動に参加。1968年3月の時点では北部地域書記として同地域の武装闘争を指導した。しかし、彼は女好き、贅沢好きで評判で、クメール・イサラク出身の地域軍司令官ケ・ポクとは絶えず対立していた。

### 反ロン・ノル闘争期
1970年、クーデターで追放されたノロドム・シハヌークが北京で「カンボジア王国民族連合政府」を樹立すると、トゥオンは連合政府の経済財政次官に任命された。また1971年の党大会では、党中央委員に再選出された。
1974年12月初、プノンペン攻撃が迫ると戦線司令官にソン・センが任命され、コイ・トゥオンはその補佐に任命された。
1975年4月17日にクメール・ルージュがプノンペンを制圧すると、その3日後の4月20日朝、ポル・ポトに同行してプノンペン入りした。

### 民主カンプチア政権
プノンペン制圧直後、トゥオンの北部地域軍は率先して都市住民を農村に追放し、またソ連大使館を強制的に排除した。また、ポル・ポトらによる貨幣制度の廃止と物々交換を支持し、1975年9月の会議で物々交換制度の立ち上げを委託された。同年10月、党常務委員会において事実上の「閣僚」ポストの配分が行われると、トゥオンは内外貿易担当となった。
しかし、1976年初めには北部地域書記を解任された。同年2月25日、シエムリアプで蜂起が起こると、第106区書記ソトがトゥオンの長年の同僚であったことから疑われた。さらに3月末には、女性を巡る不祥事をフー・ニムが報告している
1976年4月8日、トゥオンは拘束されK-1司令部に軟禁されたが、この時はまだ丁重に扱われていた。4月14日、ポル・ポト内閣の商業委員会委員長（閣僚級）に指名されたが就任しなかった。後任の委員長にはスア・バ・シ（ドゥーン）が就任したが、しかし彼もまた関与を疑われる。

### 粛清
1977年前半になると、党内の反インテリ・キャンペーンが盛り上がり、その手始めとして2月にコイ・トゥオンは逮捕され、S21監獄に収監された。トゥオンの逮捕後、北部地域においては後任の地域書記ケ・ポクにより大量粛清が実行された。
トゥオンは尋問の結果、CIA要員やベトナムの手先、非共産党員との接触を告白した。3月4日の供述書では、ネイ・サランの提案でカンプチア共産党に対抗する「新カンボジア社会党」の設立を計画し、同党の政治方針が私有財産の復活、市場の再開、通貨の流通、外国からの支援を受けることだったと「自白」し、さらにはポル・ポトの暗殺、部隊の士気阻喪などの計画も「自白」した。
また、情報宣伝相フー・ニム、党中央委員会事務局長スア・バ・シ、元内相フー・ユオンらの100人以上の名前を供述し、その後で処刑された。